# HMS Regulus (N88)
| «Регулюс»                                                             | «Регулюс»                                                                          | «Регулюс»                                                                          |
| --------------------------------------------------------------------- | ---------------------------------------------------------------------------------- | ---------------------------------------------------------------------------------- |
| HMS Regulus (N88)                                                     |                                                                                    |                                                                                    |
|                                                                       |                                                                                    |                                                                                    |
| Однотипний підводний човен «Рейнбоу» у поході                         |                                                                                    |                                                                                    |
| Верф                                                                  | Vickers-Armstrongs, Барроу-ін-Фернесс                                              | Vickers-Armstrongs, Барроу-ін-Фернесс                                              |
| Під прапором                                                          | Велика Британія                                                                    | Велика Британія                                                                    |
| Належність                                                            | Військово-морські сили Великої Британії                                            | Військово-морські сили Великої Британії                                            |
| Порт приписки                                                         | Гонконг Александрія                                                                | Гонконг Александрія                                                                |
| Замовлення                                                            | 28 лютого 1929                                                                     | 28 лютого 1929                                                                     |
| Закладений                                                            | 17 липня 1929                                                                      | 17 липня 1929                                                                      |
| Спуск на воду                                                         | 11 червня 1930                                                                     | 11 червня 1930                                                                     |
| Введений до складу флоту                                              | 7 грудня 1930                                                                      | 7 грудня 1930                                                                      |
| На службі                                                             | 1930—1940                                                                          | 1930—1940                                                                          |
| Девіз                                                                 | «У першу чергу держава» лат. «In Primis Pro Patria»                                | «У першу чергу держава» лат. «In Primis Pro Patria»                                |
| Загибель                                                              | 6 грудня 1940 року ймовірно підірвався на морській міні та затонув поблизу Таранто | 6 грудня 1940 року ймовірно підірвався на морській міні та затонув поблизу Таранто |
| Бойовий досвід                                                        | Друга світова війна Тихоокеанський ТВД Битва на Середземному морі                  | Друга світова війна Тихоокеанський ТВД Битва на Середземному морі                  |
| Проєкт                                                                |                                                                                    |                                                                                    |
| Тип ПЧ                                                                | океанський підводний човен                                                         | океанський підводний човен                                                         |
| Основні характеристики                                                |                                                                                    |                                                                                    |
| Швидкість (надводна)                                                  | 17,5 вузлів (32,4 км/год)                                                          | 17,5 вузлів (32,4 км/год)                                                          |
| Швидкість (підводна)                                                  | 8,6 вузлів (15,9 км/год)                                                           | 8,6 вузлів (15,9 км/год)                                                           |
| Робоча глибина занурення                                              | 75 м                                                                               | 75 м                                                                               |
| Гранична глибина занурення                                            | 90 м                                                                               | 90 м                                                                               |
| Автономність плавання                                                 | 28 діб                                                                             | 28 діб                                                                             |
| Екіпаж                                                                | 53-56 офіцерів та матросів                                                         | 53-56 офіцерів та матросів                                                         |
| Розміри                                                               |                                                                                    |                                                                                    |
| Довжина найбільша (по КВЛ)                                            | 79,9 м                                                                             | 79,9 м                                                                             |
| Ширина корпусу найб.                                                  | 7,3 м                                                                              | 7,3 м                                                                              |
| Середня осадка (по КВЛ)                                               | 4,3 м                                                                              | 4,3 м                                                                              |
| Водотоннажність надводна                                              | 1791 тонна                                                                         | 1791 тонна                                                                         |
| Силова установка                                                      |                                                                                    |                                                                                    |
| Дизель-електрична: 2 × дизельних двигуни Admiralty 2 × електродвигуни |                                                                                    |                                                                                    |
| Гвинти                                                                | 2                                                                                  | 2                                                                                  |
| Потужність                                                            | 4 640 к. с. (дизельні двигуни) 1 635 к.с. (електродвигуни)                         | 4 640 к. с. (дизельні двигуни) 1 635 к.с. (електродвигуни)                         |
| Озброєння                                                             |                                                                                    |                                                                                    |
| Артилерія                                                             | 1 × 120-мм корабельна гармата Mark XII                                             | 1 × 120-мм корабельна гармата Mark XII                                             |
| Торпедно- мінне озброєння                                             | 8 × 533-мм торпедних апаратів                                                      | 8 × 533-мм торпедних апаратів                                                      |

«Регулюс» (англ. HMS Regulus (N88) — військовий корабель, підводний човен типу «Рейнбоу» Королівського військово-морського флоту Великої Британії часів Другої світової війни.
Субмарина брала активну участь у бойових діях на морі в Другій світовій війні; корабель бився у Тихому та Індійському океанах, на Середземному морі.

## Історія створення
Підводний човен «Регулюс» був закладений 17 липня 1929 року на верфі компанії Vickers-Armstrongs у Барроу-ін-Фернесс. 11 червня 1930 року він був спущений на воду, а 7 грудня 1930 року увійшов до складу Королівських ВМС Великої Британії. 

## Історія служби
Після введення до строю, підводний човен «Регулюс» передали до складу 4-ї флотилії ПЧ на Китайській станції британського флоту з базуванням у Гонконзі. До 1940 року діяв тут разом з плавучою базою підводних човнів «Медвей» та однотипними підводними човнами «Рейнбоу», «Регент» і «Ровер». З серпня 1939 до червня 1940 року здійснив чотири бойових походи у водах Південно-Східної Азії.
У червні 1940 року підводний човен переведений до Середземноморського флоту в Александрію.